# George Smith (calciatore)
George Caspar Smith (Bromley, 23 aprile 1915 – Bodmin, 31 ottobre 1983) è stato un calciatore e allenatore di calcio inglese, di ruolo difensore.

## Biografia
Smith si arruolò per il Royal Army Physical Training Corps il 3 novembre 1939, trascorrendo gran parte del primo periodo della Seconda guerra mondiale a lavorare come istruttore di educazione fisica militare presso la città di Aldershot. Venne ufficialmente congedato l'8 dicembre 1945 con il grado di sergente maggiore.

## Carriera

### Giocatore

#### Club: Gli inizi
Cresciuto calcisticamente nel settore giovanile del Bexleyheath & Welling, il 5 agosto 1938 approdò al Charlton Athletic allenato da Jimmy Seed. Fece il proprio debutto con il club il 6 maggio 1940, in una gara contro il Preston North End. Questa fu la sua unica apparizione ufficiale con gli Addicks prima che le gare di tutti i campionati venissero interrotte a causa dello scoppio della Seconda guerra mondiale.

#### Brentford e Queens Park Rangers
Dopo la fine del conflitto mondiale, Smith si trasferì per una commissione di mercato di £ 3.000 al Brentford. Totalizzò 41 presenze in campionato prima di venire ceduto al QPR nel maggio 1947. Venne presa questa decisione nei suoi confronti per aver violato l'allora politica del club "Put Football First", che vietava qualunque impegno extracalcistico per tutti i tesserati del club.
Tuttavia, durante la sua esperienza agli Hoops divenne campione della Third Division South nel maggio del 1948, arrivando perfino a raggiungere il sesto turno di FA Cup.

#### Ultimi anni e ritiro
Il 26 settembre 1949 venne acquistato a titolo definitivo dall'Ipswich Town, con cui però finì per collezionare solamente 8 presenze in un'intera annata. Successivamente è passato al Chelmsford City, con cui ottenne anche l'incarico da allenatore. Si ritirò dalle attività agonistiche nel luglio del 1951.

#### Nazionale
Smith fece la sua unica presenza per la Nazionale inglese in pieno periodo di guerra al Ninian Park, in una gara contro il Galles, conclusasi per 3-2 in favore degli inglesi grazie a una tripletta di Raich Carter.

### Allenatore

#### Primi anni
Poco dopo il suo ritiro dalle attività agonistiche, ottenne la guida tecnica del Redhill Football Club. L'anno seguente approdò sulla panchina dell'Eastbourne United, con cui vinse per due volte la County League.

#### Sutton United, Crystal Palace e Portsmouth
Il 26 maggio 1956 Smith tenne un colloquio con la società del Sutton United, che decise di ufficializzarlo come nuovo tecnico all'inizio del mese di luglio. Sotto la sua gestione, il club riuscì a vincere l'Athenian League e la London Senior Cup nell'annata 1957-1958.
Nel pieno della sua permanenza agli Us, Smith accettò un'allettante proposta da parte del Crystal Palace, allora militante nella neonata Fourth Division. Annunciò le proprie dimissioni nell'aprile del 1960 dopo non esser riuscito a centrare la promozione.
Nel 1961 si sedette sulla panchina del Portsmouth, allora militante in Third Division. La squadra, sotto la sua gestione, riuscì a conquistare la tanto attesa promozione in Second Division, ricevendo anche dei messaggi di congratulazioni da parte di Bernard Law Montgomery, allora presidente onorario del club.

## Palmarès

### Giocatore

#### Competizioni nazionali
- Third Division South: 1

QPR: 1947-1948

### Allenatore

#### Competizioni nazionali
- Athenian League: 1

Sutton United: 1957-1958
- Third Division: 1

Portsmouth: 1961-1962

#### Competizioni regionali
- London Senior Cup: 1

Sutton United: 1957-1958